# تلمبه رضاپورامینائی
تلمبه رضاپورامینائی، روستایی بخش پاریز شهرستان سیرجان در استان کرمان است.

## جمعیت
این روستا در دهستان پاریز قرار دارد و براساس سرشماری مرکز آمار ایران در سال ۱۳۹۵، جمعیت آن ۷۱ نفر (۲۴ خانوار) بوده‌است.